# Elezioni presidenziali in Slovenia del 2012
Le elezioni presidenziali in Slovenia del 2012 si tennero l'11 novembre (primo turno) e il 2 dicembre (secondo turno).

## Risultati
| Borut Pahor     | Socialdemocratici - Lista Civica                                          | 325 406 | 39,93 | 478 859 | 67,37 |  |  |  |
| Danilo Türk     | Indipendente (PS - DESUS - LDS - Zares - DSD - TRS)                       | 292 547 | 35,90 | 231 971 | 32,63 |  |  |  |
| Milan Zver      | Partito Democratico Sloveno - Nuova Slovenia - Partito Popolare Cristiano | 197 042 | 24,18 |         |       |  |  |  |
| Totale          | Totale                                                                    | 814 995 | 100   | 710 830 | 100   |  |  |  |
|                 |                                                                           |         |       |         |       |  |  |  |
| Voti non validi | Voti non validi                                                           | 10 845  | 1,31  | 14 870  | 2,05  |  |  |  |
| Votanti         | Votanti                                                                   | 825 840 |       | 725 700 |       |  |  |  |